# Ernst Rau (Fechter)
Ernst Rau (* 4. Januar 1927 in Quierschied; † 2. Mai 2012 in Auersmacher) war ein deutscher Fechter, der für das Saarland antrat.

## Karriere
Ernst Rau nahm für das Saarland an den Olympischen Spielen 1952 in Helsinki teil. Er trat sowohl mit dem Florett als auch mit dem Säbel jeweils in der Einzel- und der Mannschaftskonkurrenz an, kam aber in keinem Wettbewerb über die erste Runde hinaus.
Rau focht beim SV Saar 05 Saarbrücken und galt zu seiner aktiven Zeit als bester saarländischer Säbelfechter. 1975 löste er seinen olympischen Mannschaftskollegen Karl Bach als Trainer beim TuS 1860 Neunkirchen ab.